# Сектой
Стадіон «Сектой» — багатофункціональний стадіон у Кечкеметі, Угорщина. Наразі він використовується переважно для футбольних і регбійних матчів і слугує домашнім стадіоном футбольного клубу «Кечкемет» та регбійного клубу «Кечкемет Атлетика та регбі». Стадіон має 4 300 сидячих та 2 000 стоячих місць, що дозволяє вмістити 6 300 глядачів.

## Історія
Стадіон був побудований в 1962 році за допомогою кількох місцевих жителів.
20 серпня 1962 року він був відкритий матчем між «Кечкемет» та «Ganz-MÁVAG SE». Матч завершився перемогою господарів з рахунком 2-0.
Стадіон було відремонтовано у 2002 році. Нова система освітлення була завершена у 2008 році, після підвищення клубу до вищої ліги угорського футболу.
15 серпня 2012 року Туніс зіграв тут внічию з Іраном 2–2 у товариському матчі. Це була перша гра між цими двома командами.